# Alliance 90
L'Alliance 90 est un ancien parti politique allemand issu de l'opposition au régime de la République démocratique allemande (RDA).

## Histoire

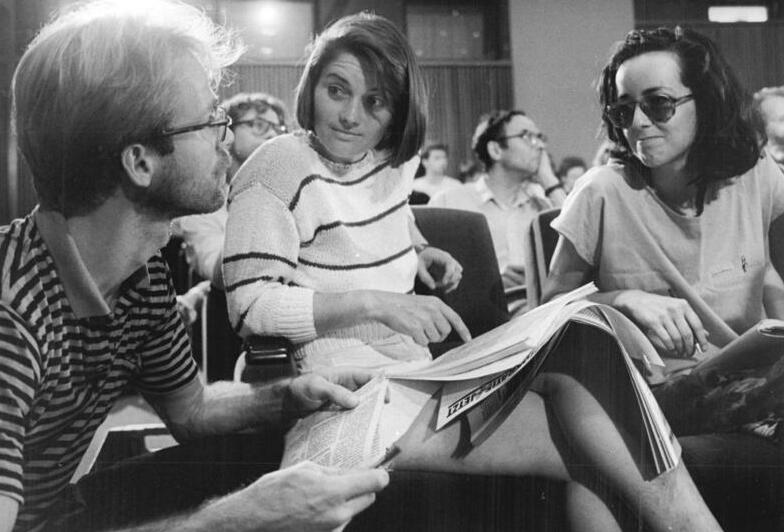
Délibérations de l'Alliance 90 lors de la constitution d'une alliance électorale le 4 août 1990 à Berlin.

Le 7 février 1990, différents mouvements d'opposition, le Nouveau Forum, l'Initiative pour la liberté et les droits de l'homme (en) (IFM) et Démocratie maintenant décident de former des listes communes nommées Alliance 90, en vue des premières et dernières élections législatives libres en RDA du 18 mars 1990. Les listes de l'Alliance 90 rassemblent alors 2,9 % des voix et obtiennent 12 sièges à la Chambre du peuple. Elles réalisent de loin leur meilleur résultat à Berlin-Est avec 6,3 %. Ses élus forment alors un groupe parlementaire commun avec les huit députés du Parti vert en RDA, nommé Alliance 90/les Verts.
Lors des élections régionales est-allemandes du 14 octobre 1990, les différentes listes de l'Alliance 90 parviennent à faire leur entrée dans tous les Lantage à l'exception de celui de Mecklembourg-Poméranie-Occidentale, où le Nouveau Forum ne prend pas part à l'alliance. Alors qu'en Saxe, en Saxe-Anhalt et en Thuringe, l'Alliance 90 présente des listes communes avec les Verts, les deux formations se présentent séparément dans le Brandebourg, où l'Alliance 90 participe au gouvernement régional jusqu'en 1994, aux côtés du Parti social-démocrate d'Allemagne et du Parti libéral-démocrate.
Lors des élections fédérales de 1990, les premières à la suite de la réunification allemande, les listes « Alliance 90/Verts - Mouvement des citoyenNEs » rassemblent 6,1 % des suffrages dans les nouveaux Länder (1,2 % à l'échelle nationale), et obtiennent huit sièges de députés au Bundestag, alors que leur partenaires ouest-allemands, Les Verts, perdent leur représentation parlementaire.
Le 21 septembre 1991 l'Alliance 90 se constitue en parti politique, avant de fusionner le 14 mai 1993 avec les Verts pour fonder l'Alliance 90 / Les Verts.
Une partie des membres de la branche locale du parti dans le Brandebourg, parmi lesquels Matthias Platzeck, s'opposent à la fusion avec les Verts et fondent l'Alliance des citoyens.

## Résultats électoraux

### Élections législatives
| Année | %   | Mandats  | Rang | Gouvernement |
| ----- | --- | -------- | ---- | ------------ |
| 1990  | 2,9 | 12 / 400 | 8e   | de Maizière  |
| 1990  | 6,2 | 8 / 150  | 5e   | Opposition   |

### Élections régionales au Brandebourg
| Année | %   | Mandats | Rang | Gouvernement |
| ----- | --- | ------- | ---- | ------------ |
| 1990  | 6,4 | 6 / 88  | 5e   | Stolpe I     |